# Marek Zvelebil

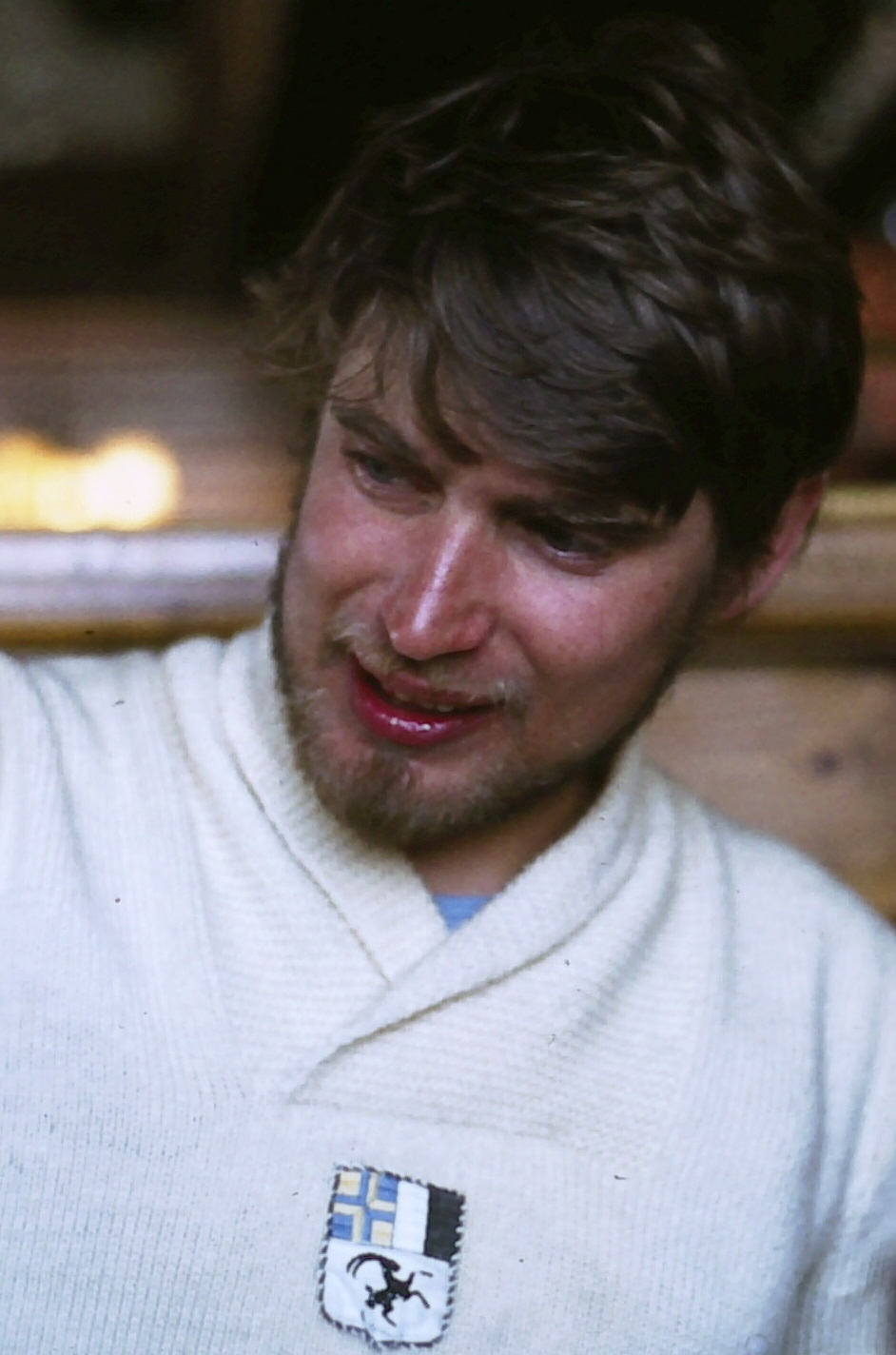
Marek Zvelebil im März 1976

Marek Zvelebil (* 9. Januar 1952 in Prag; † 7. Juli 2011) war ein britischer Prähistoriker tschechischer Herkunft. Er war ein international anerkannter Spezialist bei der Erforschung der Steinzeiten.
Marek Zvelebil wurde in Prag geboren, verließ aber nach der Niederschlagung des Prager Frühlings 1968 die Tschechoslowakei. Zunächst ging die Familie in die USA, danach ließ sie sich in den Niederlanden nieder. Er graduierte 1972 an der University of Sheffield. An der University of Cambridge wurde er 1981 promoviert. Danach war er zunächst als junior research fellow, danach als Lecturer, Reader und ab 1999 als Professor an der Sheffielder Universität beschäftigt. 1980/81 lehrte er als Gastwissenschaftler an der University of South Carolina, 1987 an der Boston University und 1997 an der University of California, Berkeley.
Zvelebil befasste sich mit mehreren Bereichen der Ur- und Frühgeschichte. Er forschte zu den früheren und aktuellen Jäger-und-Sammler-Kulturen, zum Ursprung der Landwirtschaft, der kulturellen Identitätsbildung sowie der Bevölkerungsentwicklung in Europa. Dabei ging er auch über die Grenzen des Faches hinaus und beschäftigte sich mit Linguistik und Genetik. Als Ausgräber war er in Finnland, Irland, Schottland und Tschechien aktiv. Er veröffentlichte als Autor, Mitautor und Herausgeber 99 Schriften.